# Быково (Курская область)
Бы́ково — село в Горшеченском районе Курской области России. Административный центр Быковского сельсовета.

## География
Село находится в восточной части Курской области, в лесостепной зоне, в пределах юго-западной части Среднерусской возвышенности, на автотрассе федерального значения Р298, на расстоянии примерно 10 км (по прямой) к северо-западу от посёлка городского типа Горшечное, административного центра района. Абсолютная высота — 246 м над уровнем моря.
Часовой пояс
Село Быково, как и вся Курская область, находится в часовой зоне МСК (московское время). Смещение применяемого времени относительно UTC составляет +3:00.

## Население
| 1859 | 2002 | 2010 |
| ---- | ---- | ---- |
| 353  | ↗491 | ↘385 |

Гендерный состав
По данным Всероссийской переписи населения 2010 года, в гендерной структуре населения мужчины составляли 46,5 %, женщины — соответственно 53,5 %.
Национальный состав
Согласно результатам переписи 2002 года, в национальной структуре населения русские составляли 95 % из 491 чел.

## Улицы
| - пер. Зелёный, - ул. Колхозная, - ул. Лесная, - ул. Луговая, - ул. Молодёжная, | - ул. Пролетарский, - ул. Садовая, - ул. Степная, - ул. Строительная, - ул. Школьная. |